# Fuga (isola)
Fuga è un'isola delle Filippine, situata nel nord del Paese e appartenente alle isole Babuyan. Dal punto di vista amministrativo essa fa parte della municipalità di Aparri, nella provincia di Cagayan.